# Ворошнин, Павел Владимирович
Павел Владимирович Ворошнин (род. 23 марта 1984, Челябинск) — российский хоккеист, защитник.

## Биография
Воспитанник челябинского «Трактора», тренер Александр Глазков. Играл за команды «Трактор-2» (2000/01 — 2001/02), «Трактор» (2001/02), «Миссиссога АйсДогз» (2002/03 — 2003/04) и «Оуэн-Саунд Аттак» (2003/04, OHL), «Металлург» Серов (2004/05), «Лада-2» (2004/05 — 2006/07), «Лада» (2005/06 — 2006/07), «Химик» и «Химик-2» (Мытищи, 2006/07 — 2007/08), «Химик» Воскресенск (2008/09), «Дмитров» (2009), «Газовик», «Югра» и «Мечел» (все — 2009/10),
«Крылья Советов» (2010/11), «Сокол» Красноярск (2011/12),
«Буран» (2012/13), «Молот-Прикамье» (2013/14, 2015/16), «Липецк» (2014/15), «Кристалл» Саратов (2015/16), «Дебрецен» (Венгрия, 2016/17), «Тамбов» (2016/17).
На драфте НХЛ 2003 года был выбран в 6-м раунде под общим 172-м номером клубом «Баффало Сейбрс».
Бронзовый призёр высшей лиги России (2009). Серебряный (2013) и бронзовый (2014) призёр чемпионата ВХЛ.